# لا لونا
لا لونا هو فيلم إنمي قصير، مدته 6 دقائق، من إنتاج شركة بيكسار. صدر الفيلم عام 2011، ثم ترشح لنيل جائزة الأوسكار في فئة الأفلام الإنمي القصيرة عام 2012، كما ترشح لنيل جائزة آني في نفس العام. الفيلم من بطولة أصوات : كريستا شافلر في دور بامبينو، توني فوسيل في دور الأب، فيل شيريدان في دور الجد نونو.

## القصة
يحكي الفيلم عن بامبينو، الذي يذهب على متن مركب مع والده وجده لا للصيد كما يظن المشاهد للوهلة الأولى ولكن لتنظيف سطح القمر، عبر سلم خشبي، يرفعه الأب من فتحة في بطن المركب. يحصل نزاع طريف بين الأب والجد؛ حول طريقة ارتداء بامبينو لكاب أهداه الجد نونو إليه، وحول الأداة التي يجب أن يستخدمها بامبينو لكنس سطح القمر من النجوم اللامعة: هل هي مكنسة أم مجرفة؟ لكن في النهاية الجميع يتفق على وحدة الهدف.

## الإنتاج والتوزيع
الفيلم من إنتاج ستديوهات بيكسار للرسوم المتحركة، أما التوزيع فتولته شركة والت ديزني

## وصلات خارجية
- لا لونا على موقع IMDb (الإنجليزية)
- لا لونا على موقع روتن توميتوز (الإنجليزية)
- لا لونا على موقع ألو سيني (الفرنسية)
- لا لونا على موقع فيلمافينيتي (الإسبانية)
- لا لونا على موقع قاعدة بيانات الفيلم (الإنجليزية)
- لا لونا على موقع ليتربوكسد (الإنجليزية)
- لا لونا على موقع كينوبويسك (الروسية)